# Milan-San Remo 1985
L'édition 1985 de la course cycliste Milan-San Remo s'est déroulée le samedi 16 mars et a été remportée par le Néerlandais Hennie Kuiper grâce à une échappée victorieuse dans la descente du Poggio.

## Classement final
|    | Cycliste           | Pays     | Équipe                                       | Temps           |
| -- | ------------------ | -------- | -------------------------------------------- | --------------- |
| 1  | Hennie Kuiper      | Pays-Bas | Verandalux-Dries-Rossin-Nissan               | 7 h 36 min 34 s |
| 2  | Teun van Vliet     | Pays-Bas | Verandalux-Dries-Rossin-Nissan               | + 8 s           |
| 3  | Silvano Riccò      | Italie   | Dromedario-Laminox-Fibok-Alan                | + 8 s           |
| 4  | Eric Vanderaerden  | Belgique | Panasonic-Raleigh                            | + 11 s          |
| 5  | Giovanni Mantovani | Italie   | Supermercati Brianzoli-Allegro-Wuerstel Ciao | + 11 s          |
| 6  | Francis Castaing   | France   | Peugeot-Shell-Michelin                       | + 11 s          |
| 7  | Sean Kelly         | Irlande  | Skil-Sem-KAS-Miko                            | + 11 s          |
| 8  | Urs Freuler        | Suisse   | Atala-Campagnolo                             | + 11 s          |
| 9  | Steve Bauer        | Canada   | La Vie claire-Wonder-Radar                   | + 11 s          |
| 10 | Etienne De Wilde   | Belgique | Safir-Van de Ven-Colnago                     | + 11 s          |